# Akira Aizawa
Akira Aizawa (japanisch 相澤 晃 Aizawa Akira; 18. Juli 1997 in Sukagawa) ist ein japanischer Langstreckenläufer.

## Werdegang
Aizawa besuchte die Gakuho-Ishikawa-Oberschule in Ishikawa, Präfektur Fukushima. In seinem letzten Schuljahr 2015 blieb er über 5000 Meter in 13:54,75 min unter 14 Minuten.
Nach dem Abschluss der Oberschule begann Aizawa an der Tōyō-Universität Wirtschaftswissenschaften zu studieren und nahm in seinen vier Jahren dort ab 2016 für das Universitätsteam an den populären Ekiden-Staffelrennen teil. Er wurde insgesamt drei Mal beim prestigeträchtigen Hakone Ekiden eingesetzt, wobei er mit der Toyo-Universität bei den Austragungen 2018 und 2019 mit Platz 2 bzw. 3 auf dem Podest landete. Im Jahr 2020 kam er mit seiner Universität nur auf Rang 10, dafür verbesserte er auf der 23,1 Kilometer langen zweiten Etappe den seit 2009 bestehenden Streckenrekord des Kenianers Mekubo Mogusu um 7 Sekunden auf 1:05:57 h. Bereits 2018 hatte er auf dieser Etappe mit 1:07:18 h die drittbeste Einzelzeit des Tages erzielt, dazwischen stellte er 2019 auf der vierten Etappe ebenfalls einen Streckenrekord auf.
Abseits der nationalen Ekiden-Rennen sammelte Aizawa bei den Juniorenasienmeisterschaften 2016 in Ho-Chi-Minh-Stadt mit einem zweiten Platz über 5000 Meter hinter seinem Landsmann Takato Suzuki erste internationale Erfahrungen. Im November desselben Jahres debütierte er beim Ageo-Halbmarathon als Fünfter in 1:02:05 h über die Halbmarathondistanz. Im Folgejahr verbesserte er sich über 5000 Meter auf 13:48,73 min und lief über 10.000 Meter 28:44,19 min, verpasste aber im Halbmarathon sowohl im Februar beim Kagawa-Marugame-Halbmarathon in 1:02:59 min (Platz 31) als auch im Monat darauf bei den nationalen Universitätsmeisterschaften in 1:03:33 h (Platz 14) seine Debütszeit. 2018 gelangen ihm über die beiden Bahnlangstrecken mit 13:40,98 min und 28:17,81 min weitere Steigerungen, bei den nationalen 10.000-Meter-Meisterschaften landete er auf Rang 8.
Im März 2019 gewann Aizawa die japanischen Halbmarathon-Universitätsmeisterschaften mit Bestzeit von 1:01:45 h. Einen Monat später erzielte er auch über 5000 Meter in 13:34,94 min Bestzeit und im Mai wurde bei den einzeln ausgetragenen japanischen Meisterschaften über 10.000 Meter diesmal Vierter. Beim Hauptwettbewerb kam er Ende Juni über 5000 Meter als Fünfter ins Ziel. Mitte Juli erfolgte sein zweiter internationaler Einsatz, bei der Universiade in Neapel siegte er im Halbmarathonlauf vor seinen Landsmännern Taisei Nakamura und Tatsuhiko Ito, mit denen er auch in der Teamwertung triumphierte.
Nach dem Universitätsabschluss schloss er sich 2020 dem Firmenteam des Chemiekonzerns Asahi Kasei an. Im Dezember siegte er bei den japanischen Meisterschaften über 10.000 Meter in 27:18,75 min und verbesserte damit den japanischen Rekord von Kōta Murayama um 11 Sekunden. 2021 qualifizierte er sich damit über diese Distanz für die Olympischen Spiele in Tokio und gelangte dort nach 28:18,37 min auf dem 17. Platz.

## Persönliche Bestzeiten
- 5000 Meter: 13:29,47 min, 9. Mai 2021 in Tokio
- 10.000 Meter: 27:13,04 min, 10. Dezember 2023 in Tokio
- Halbmarathon: 1:01:45 h, 10. März 2019 in Tachikawa